# Epimer
Epimeri su diastereoizomeri koji se razlikuju u konfiguraciji samo jednog stereogenog centra. Diastereomeri su klasa stereoizomera koji nisu preklopljivi, koji se ne odnose kao predmet i lik u ogledalu. 
U hemijskoj nomenklaturi, jednom izomeru epimerskog para se daje prefiks epi-, npr. kinin i epi-kinin. Kad su dva izomera enantiomeri, prefiks postaje ent-.

## Primeri
Šećeri α-glukoza i β-glukoza su epimeri. U α-glukozi, -OH grupa na prvom (anomernom) ugljeniku je u pravcu suprotnom metilenskoj grupi ugljenika C-6 (u aksijalnoj poziciji). U β-glukozi, -OH grupa je orijentisana u istom pravcu kao i metilenska grupa (u ekvatorijalnoj poziciji). Ova dva molekula su epimeri i anomeri.
|                   |                   |
| α-D-glukopiranoza | β-D-glukopiranoza |

β-D-glukopiranoza i β-D-manopiranoza su epimeri zato što se razlikuju samo u stereohemiji u C-2 poziciji. Hidroksilna grupa β-D-glukopiranoze je ekvatorijalna (u "ravni" prstena) dok je kod β-D-manopiranoze C-2 hidroksilna grupa aksijalna (iznad "ravni" prstena). Ta dva molekula su epimeri ali nisu anomeri.
|                  |                 |
| β--glukopiranoza | β--manopiranoza |

Doksorubicin i epirubicin su dva blisko srodna leka i epimera.
|                                    |
| Doksorubicin–epirubicin upoređenje |

Primeri drugih srodnih jedinjenja su epi-inozitol i inozitol, i lipoksin i epilipoksin.
|              |          |          |             |
| Epi-inozitol | Inozitol | Lipoksin | Epilipoksin |

## Literatura
- March, Jerry & Smith, Michael B.. (2007). March's Advanced Organic Chemistry: Reactions, Mechanisms and Structure (th ed. изд.). Hoboken, NJ: Wiley & Sons, Inc.